# 豐玉毘賣命
豐玉毘賣命（トヨタマビメノミコト）或豐玉毘賣乃《古事記》之寫法，《日本書紀》裡則寫成豐玉姬、豐玉姬命，祂是日本神話裡海神綿津見的女兒、玉依姬的胞姊。

## 概要

### 日本書紀之記載
依照《日本書紀》卷第二，彥火火出見尊在海神之宮取回失鉤，並迎娶海神之女豐玉姬，在海神宮滯留了三年。但彥火火出見尊猶有憶郷之情，豐玉姬見其時常喟嘆，告知乃父。海神授予潮滿瓊珠及潮涸瓊珠，前者用以滿潮沒溺火闌降命，後者用以退潮搭救其兄。彥火火出見尊即將離去時，豐玉姬謂：「妾即將臨盆，將於風強浪高之日出現，請替我蓋一座產室等待妾。」後來後者果真如約帶著胞妹玉依姬上岸，分娩前對彥火火出見尊說：「妾生產時請勿觀看。」結果彥火火出見尊忍不住窺看，豐玉姬生產時化為龍，慚愧地說：「如果天孫不窺伺而羞辱我，則使海陸相通，永無隔絕；今既然已經羞辱妾，我們雙方的感情如何連結呢？」遂將其兒以草裹之、棄之海邊，閉海徑而離去。
次段第一種說法是火火出見尊以櫛燃火窺看豐玉姬的生產過程，後者化為八尋大熊鰐，匍匐逶虵。返回海國時，將彥波瀲武鸕鷀草葺不合尊託付給胞妹玉依姬扶養。第二種說法的故事近似，第三種說法則提到被夫婿窺覘的豐玉姬回到大海，彥火火出見尊託其他乳母代養。豐玉姬聽聞其兒端正，心生憐愛，欲回來養兒卻於義不可，故遣其胞妹玉依姬代為養育。第四種說法則謂豐玉姬待產時請火折尊幫忙，但後者不從。故豐玉姬將兒子以草衾包裹置之於海浪，隨即遁入海裡。後來豐玉姬認為此事不妥，遣玉依姬抱起送往陸地。

### 古事記之記載
按《古事記》上卷的紀錄，故事橋段大致與《日本書紀》相似，火遠理命按照鹽椎神之教導，見到湯津香木即坐。此時海神之女豐玉毘賣之婢女持玉器盛水，見井裡有光，抬頭一看一健壯男人坐於木上而感到驚奇。火遠理命向婢女乞討水，婢女乃盛水入玉器並遞之。然而火遠理命卻不飲水，解下脖子上的璵玉含在口中，吐入盛水之玉器內。婢女欲將璵玉分離卻不得要領，故將連著璵玉的玉器拿進去給豐玉毘賣。後者見到連著璵玉的玉器，困惑地問奴婢道：「有人在門外嗎？」答曰：「有人坐在井之香木上，是一個英俊挺拔的男人，看起來比我王尊貴。此人向我要水卻不飲，反吐入此璵玉無法分離，只好入內獻給您。」豐玉毘賣感到不可思議，於是出門瞧瞧，卻一目而恍，對火遠理命以目傳情；隨後對其父說道：「吾門外有麗人！」於是海神綿津見出外查看，自云：「此乃天津日高之子，火遠理命！」隨即邀請祂入宮內，海驢皮疊敷八重、亦疊敷絲絹八重邀之坐其上，並準備百取機代物為饗宴，命與其女豐玉毘賣成婚；於是火遠理命在綿津見神之國住了三年。某日火遠理命想到往事忽然長歎，豐玉毘賣聞其歎而告知父親：「在這裡住了三年仍然歎長氣，不知有何緣故？」於是豐玉毘賣之父遂問其婿：「今晨聽吾女言：『在此住了三年仍然長歎，不知有何緣故？』如果有原因，不妨告訴我原委如何？」於是火遠理命告訴大神，因失落釣鉤得罪其兄之事。
後來海神之女豐玉毘賣自海裡出現，並告訴火遠理命：「妾今臨產，念天神之御子不可生於海，故來到此地。」祂在海邊以鵜羽與葺草造產房，然而產房尚未完成，豐玉毘賣即將分娩。祂告訴火遠理命：「凡他國人者臨產時，將以本國之形態生產。故妾今以本身之形態生產，請勿窺伺。」後者卻因好奇窺伺祂臨盆的過程，詎料身為海神綿津見女兒的豐玉毘賣化為八尋鱷鮫而匍匐委蛇，嚇得火遠理命驚退。產後豐玉毘賣得知被夫婿偷窺而感到羞恥，遁入海中再也不出來。而她的兒子產於鵜羽葺草殿未葺合之時，故名天津日高日子波限建鵜草葺不合命，並託付給其胞妹玉依毘賣收養。長大後的天津日高日子波限建鵜葺草葺不合命娶其姨母玉依毘賣，並產下五瀨命、稻冰命、御毛沼命、若御毛沼命（亦名豐御毛沼命、神倭伊波禮毘古命，即神武天皇）等四子。

## 解說
雖然《記紀》二書並沒有明確的記載，但有人認為豐玉姬乃是出雲國的公主，因為該地盛產勾玉。日本神話學者松村武雄認為，「女人以本國人之姿生產、禁止丈夫窺看」的橋段代表女人在共同祭祀夫婿之神祇與異族之神祇的齋戒期間受到夫婿的詛咒禁止，反映了若違反則受到社會制裁的習俗。而豐玉姬化成八尋熊鰐，則暗示海人族崇拜鱷魚這種圖騰。
據《釋日本紀》、《日本紀纂疏》等書指出，產房用羽毛裝飾幫助順產，而產房的設置則相傳天忍人命（尾張氏始祖）以螃蟹在房內象徵性地掃一圈，保佑幼兒長壽息災。雖然沖繩地方也有在海邊設置產房的習俗，但這種習俗證明水的神秘力量與分娩生子有關聯性。此外，豐玉毘賣命在臨盆前告知其夫，隱約可見母系社會的遺跡。至於豐玉姬被彥火火出見尊窺伺生產過程，羞赧地閉海徑而離去，則象徵上古時代母系制度與古代父系制度相互抗衡的轉折。

## 信仰
除全日本的豐玉姬神社、綿津見神社外，主祭豐玉毘賣命的神社另計有下列：
- 若狹姬神社（福井縣小濱市）
- 鹿兒島神宮（鹿兒島縣霧島市）
- 高忍日賣神社（愛媛縣伊予郡松前町）
- 與賀神社（佐賀縣佐賀市）：稱作「與止日女神」。
- 海神神社（長崎縣上縣郡峰町）。

## 內部連結
- 綿津見
- 玉依姬
- 火折尊
- 待兼鱷

## 外部連結
- （日語）豊玉姫命（页面存档备份，存于）